# Савельев, Игорь Владимирович
И́горь Влади́мирович Саве́льев (4 февраля 1913, слобода Кабанья, Купянский уезд, Харьковская губерния — 3 марта 1999, Москва) — советский и российский физик, преподаватель МИФИ, доктор физико-математических наук, профессор, автор учебников «Курс общей физики», «Основы теоретической физики» и др.

## Биография
Родился 4 февраля 1913 года в слободе Кабанья Купянского уезда Харьковской губернии в семье студента Харьковского императорского университета Владимира Федоровича Савельева, будущего врача.
С 15 сентября 1924 года по 1 июня 1928 обучался в 1-й семилетней трудовой школе города Купянска (до этого учился в сельской школе). После окончания семилетки поступил на отделение механизации сельского хозяйства в Купянский аграрно-индустриальный техникум (других возможностей продолжить образование в городе не было), который окончил в 1932 году, получив квалификацию «техник-механик сельского хозяйства». Год работал в должности механизатора на строительстве Купянского сахарного завода.
С 1933 по 1938 год обучался на физическом отделении физико-математического факультета Харьковского государственного университета по специальности «физика твёрдого тела». По окончании получил квалификацию физика по специальности «твёрдое тело» и диплом с отличием.
После окончания университета три года работал в должности младшего научного сотрудника в Украинском физико-техническом институте, где в феврале 1941 года защитил кандидатскую диссертацию на тему «Теплопроводности стали при низких температурах».
Начиная с октября 1940 года и до июня 1941 года работал на должности старшего преподавателя на кафедре физики твердого тела Харьковского Государственного Университета, сначала как совместитель, а последние несколько месяцев — как штатный сотрудник.
Участник Великой Отечественной войны. Служил в Особой московской армии ПВО, охранявшей Москву от налётов авиации Третьего рейха.
После демобилизации в июле 1946 года И. В. Савельев поступил на работу в Лабораторию № 2 АН СССР (ныне РНЦ «Курчатовский институт») в отдел приборов теплового контроля (сейчас Институт молекулярной физики РНЦ). Под руководством И. К. Кикоина отдел занимался проблемой разделения изотопов урана газодиффузионным методом. За цикл выполненных в этой области работ И. В. Савельев получил Государственную премию СССР (1951).
В 1952 году получил учёную степень доктора физико-математических наук.
В сентябре 1952 года начал работу на кафедре физики ММИ в должности профессора (по совместительству).
21 марта 1955 года стал штатным профессором МИФИ (приказ № 59 от 23.03.1955).
С 30 июня 1956 по 28 апреля 1959 — заместитель директора МИФИ по учебной работе.
В 1959 году был избран заведующим кафедрой общей физики, которой руководил в течение 26 лет.
Автор знаменитого «Курса общей физики», уже не одно десятилетие являющегося одним из основных учебников по общей физике для студентов вузов.
Умер в 1999 году. Похоронен на Головинском кладбище.

## Награды и звания
Лауреат Сталинской премии (1951), награждён орденом Ленина (1951), двумя орденами «Знак Почёта» (1954, 1966), орденом Отечественной войны II степени (1985). Заслуженный деятель науки и техники РСФСР.